# Boltzmann (Mondkrater)
Boltzmann ist ein Einschlagkrater im Süden des Mondes. 
Mit einem Längengrad von zirka 90° W kann der Krater von der Erde aus nur von der Seite gesehen werden. Er befindet sich in der gebirgigen Gegend am Nordrand des Kraters Drygalski. Etwas weiter entfernt liegen die deutlich größeren Krater Hausen im Norden und Zeeman im Westen.
Der Kraterrand und sein Inneres sind stark erodiert, sie sind von einer Vielzahl späterer kleinerer Einschläge gezeichnet.
Der Krater ist sehr alt, seine Entstehungszeit fällt in die pränektarische Periode.
Die IAU hat den Krater 1964 offiziell nach dem österreichischen Physiker Ludwig Boltzmann benannt.